# Deux Dégourdis à Tokyo
Pour plus de détails, voir Fiche technique et Distribution.
Deux Dégourdis à Tokyo (Back at the Front) est un film américain réalisé par George Sherman, sorti en 1952.
Il s'agit de la suite du film Deux GI en vadrouille.

## Fiche technique
- Titre original : Back at the Front
- Titre français : Deux Dégourdis à Tokyo
- Réalisation : George Sherman
- Scénario : Lou Breslow et Don McGuire d'après Willie and Joe de Bill Mauldin
- Costumes : Rosemary Odell
- Photographie : Clifford Stine
- Montage : Paul Weatherwax
- Société de production : Universal Pictures
- Pays de production : États-Unis
- Format : Noir et blanc - 1,37:1
- Genre : comédie
- Durée : 87 minutes
- Date de sortie : 1952

## Distribution
- Tom Ewell : Willie
- Harvey Lembeck : Joe
- Mari Blanchard : Nina
- Richard Long : Rose
- Gregg Palmer : Capitaine White
- Barry Kelley : Dixon
- Russell Johnson : Johnny Redondo
- Vaughn Taylor : Lester Ormsby
- Aram Katcher : Ben
- Aen-Ling Chow : Sameko
- Benson Fong : Rickshaw Boy